# Richard Clam-Martinic
Richard Clam-Martinic, född 1832, död 1891, var en österrikisk greve och militär. Han var son till Karl von Clam-Martinic, bror till Heinrich Jaroslav Clam-Martinic samt far till Heinrich Clam-Martinic.
Clam-Martinic invaldes 1879 i riksrådet av feodalpartiet, och var 1882-88 förste vicepresident i representantkammaren och blev 1889 medlem av herrehuset för livstiden.